# Selección femenina de fútbol de Italia
La selección femenina de fútbol de Italia (en italiano: Nazionale di calcio femminile dell'Italia) representa a este país en las competiciones oficiales de fútbol femenino. Está controlada por la Federación Italiana de Fútbol (Federazione Italiana Giuoco Calcio), que a su vez está afiliada a la FIFA.
Como miembro de la UEFA participa en varios torneos internacionales de fútbol, como las clasificaciones para la Copa Mundial, la Eurocopa y los Juegos Olímpicos de Verano, así como en varios torneos amistosos, entre ellos la Copa de Algarve y la Copa de Chipre.
Cuenta con dos subcampeonatos en la Eurocopa Femenina, mientras que su mejor puesto en la Copa Mundial son los cuartos de final, alcanzados en 1991 y 2019. Este último Mundial tuvo como participante al conjunto italiano tras 20 años de no poder clasificarse. Los Juegos Olímpicos son la asignatura pendiente de la selección: nunca se han clasificado.

## Historia

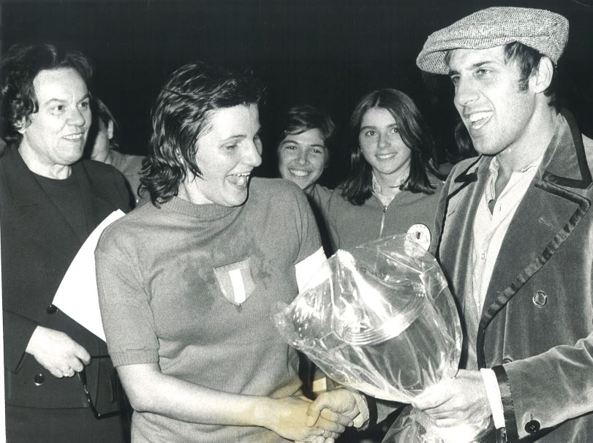
La capitana italiana Elena Schiavo premiada por Adriano Celentano al final de un amistoso en 1974.

### Inicios
Italia fue una de las primeras selecciones de fútbol femenino. Jugó su primer partido el 23 de febrero de 1968 contra Checoslovaquia, pero aún no formaba parte de la Federación Italiana de Fútbol Femenino, la cual nacería días más tarde, el 11 de marzo en Viareggio. Desde un inicio participó en los diversos torneos continentales e internacionales que nacieron en esos años, obteniendo éxitos moderados.
Tras su debut en 1968, la selección italiana saltó al campo para disputar otros amistosos y torneos internacionales no oficiales, como la Copa de Europa de 1969 en la que ganó la final ante Dinamarca, el Mundial de 1970 en el que las danesas se tomaron su revancha en la final, competiciones ambas organizadas en Italia, y el Mundial de México en 1971 que la vio terminar en tercer lugar. En 1979 participó en la Eurocopa no oficial organizada en su país, llegando de nuevo a la final que tuvo lugar en el estadio San Paolo de Nápoles y en la que nuevamente triunfó Dinamarca.
Entre 1981 y 1988 se celebraron cinco ediciones del Mundialito, un torneo internacional por invitación que estuvo entre los eventos más prestigiosos del fútbol femenino antes de la llegada de la Copa Mundial. Con excepción de la edición inaugural en 1981 que se organizó en Japón, las cuatro siguientes se organizaron en Italia y el combinado italiano obtuvo un total de tres títulos y dos subcampeonatos.

### Décadas del 80 y 90: la era Morace
En 1984 la UEFA organizó la primera edición de la Eurocopa Femenina bajo el nombre de Competición Europea de Fútbol Femenino. Al ganar su grupo en las clasificatorias, Italia fue uno de los cuatro equipos en acceder a la fase de eliminación. Aquí se enfrentó a Suecia y fue derrotado tanto en el partido de ida, disputado en el estadio Flaminio ante 10.000 espectadores, como en el partido de vuelta en Linköping. En el Europeo de 1987 volvió a acceder a la fase final del torneo, ganando su grupo en la clasificación sin demasiados problemas. Las italianas perdieron la semifinal ante las anfitrionas de Noruega, pero se colgaron el bronce al superar a Inglaterra con los goles de Carolina Morace y Elisabetta Vignotto. El buen desempeño de las Azzurre también se plasmó en la edición de 1989: habiendo superado la fase de clasificación gracias a la victoria contra Francia, la selección italiana terminó el torneo en el cuarto lugar tras perder la semifinal contra la Alemania Federal en los penales y la cita por el tercer puesto contra las suecas en la prórroga.
En los años 1990, la selección cosechó el mayor éxito de su historia al llegar a la final de las Eurocopas de 1993 y 1997 que perdieron contra Noruega y Alemania, respectivamente. Entremedias, se quedaron fuera de un torneo por primera vez (la Eurocopa y el Mundial de 1995).
En 1991, el campeonato europeo pasó a llamarse Campeonato Femenino de la UEFA con Italia presente una vez más tras vencer a la selección sueca en las clasificaciones. En el torneo final, la selección repitió lo ocurrido dos años antes, perdiendo tanto la semifinal ante las anfitrionas alemanas como la cita por el tercer puesto frente a Dinamarca, pero con el cuarto puesto accedió a la primera edición de la Copa Mundial organizado por la FIFA ese mismo año. En el Mundial de 1991 celebrado en China, Italia finalizó el grupo en la segunda posición gracias a las dos victorias ante China Taipéi (con un triplete de Carolina Morace) y Nigeria, y la derrota ante Alemania, accediendo a los cuartos de final donde cayó ante Noruega por 3-2 en la prórroga.
1993 fue el año del campeonato europeo organizado en Italia. Luego de vencer a Inglaterra en las clasificatorias para acceder al torneo, la selección superó a Alemania en semifinales tras los penaltis. La final disputada en el estadio Manuzzi de Cesena vio al conjunto italiano caer derrotado por la mínima ante las noruegas, desvaneciéndose así el sueño de conquistar su primera Eurocopa en casa. Noruega también le negó a Italia la participación en la Eurocopa de 1995, superándola en la fase clasificatoria. Como resultado, la selección también se perdió la oportunidad de ganar el boleto a la Copa del Mundo de 1995. Gracias también a la ampliación del número de equipos que participan en el Campeonato de Europa de 4 a 8, Italia disputó el Campeonato de Europa de 1997. Sorteada en el grupo B, venció a Noruega y empató ante Dinamarca y Alemania, pero pasó a las semifinales como primera del grupo. Aquí, las Azzurre vencieron a España por 2-1, pero en la final cayó derrotada por 2-0 ante el conjunto germano, que confirmó su dominio en la arena europea.
En 1998, la selección italiana superó la fase de clasificación y accedió por segunda vez al Mundial para la edición de 1999 que se disputó en Estados Unidos. Italia quedó encuadrada en el grupo B junto con Brasil, Alemania y México. Luego de empatar 1-1 con las alemanas, cayó ante Brasil por 2-0 y cerró el grupo con una victoria de 2-0 sobre las mexicanas, terminando el grupo en tercer lugar y siendo inmediatamente eliminado.

### Crisis de los años 2000

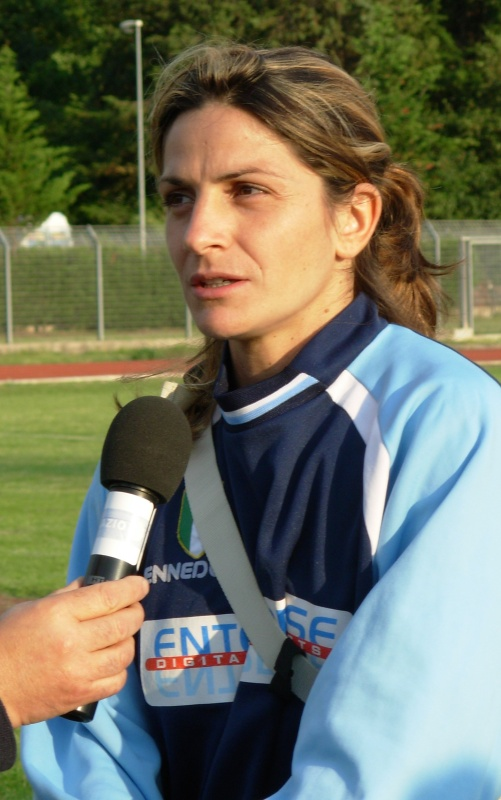
Patrizia Panico, récord de partidos y goles con la selección.

Con el inicio de la década del 2000 se inició un declive en el rendimiento de la selección italiana, que ya no era capaz de mantener los máximos niveles alcanzados en la década anterior. En la Eurocopa de 2001 y bajo la dirección técnica de Carolina Morace, Italia fue eliminada en la fase de grupos por diferencia de goles, tirando por la borda la clasificación en el tercer partido perdido por 2-0 contra la ya eliminada Francia.
Cuatro años más tarde, en la Eurocopa de 2005, Italia fue la mayor decepción del torneo, habiendo terminado su grupo sin sumar puntos y con 12 goles en contra. La redención llegó en la edición de 2009 del mismo torneo cuando las italianas consiguieron victorias sobre Inglaterra y Rusia y lograron superar la fase de grupos con un segundo puesto detrás de las suecas que las habían derrotado. En cuartos de final, Italia se enfrentó a Alemania, manteniéndose a su altura durante todo el partido disputado en Lahti, pero siendo derrotada por 2-1 por las eventuales campeonas germanas que conseguirían su séptimo título continental.
Después de perder la clasificación para las ediciones de 2003 y 2007 de la Copa Mundial, la selección italiana dejó pasar la oportunidad por tercera vez consecutiva en el desempate entre la UEFA y la Concacaf que daría un boleto al Mundial de 2011. El minitorneo se jugó contra Estados Unidos que ganó por la mínima en los partidos de ida y vuelta.

### Década de 2010: el ascenso

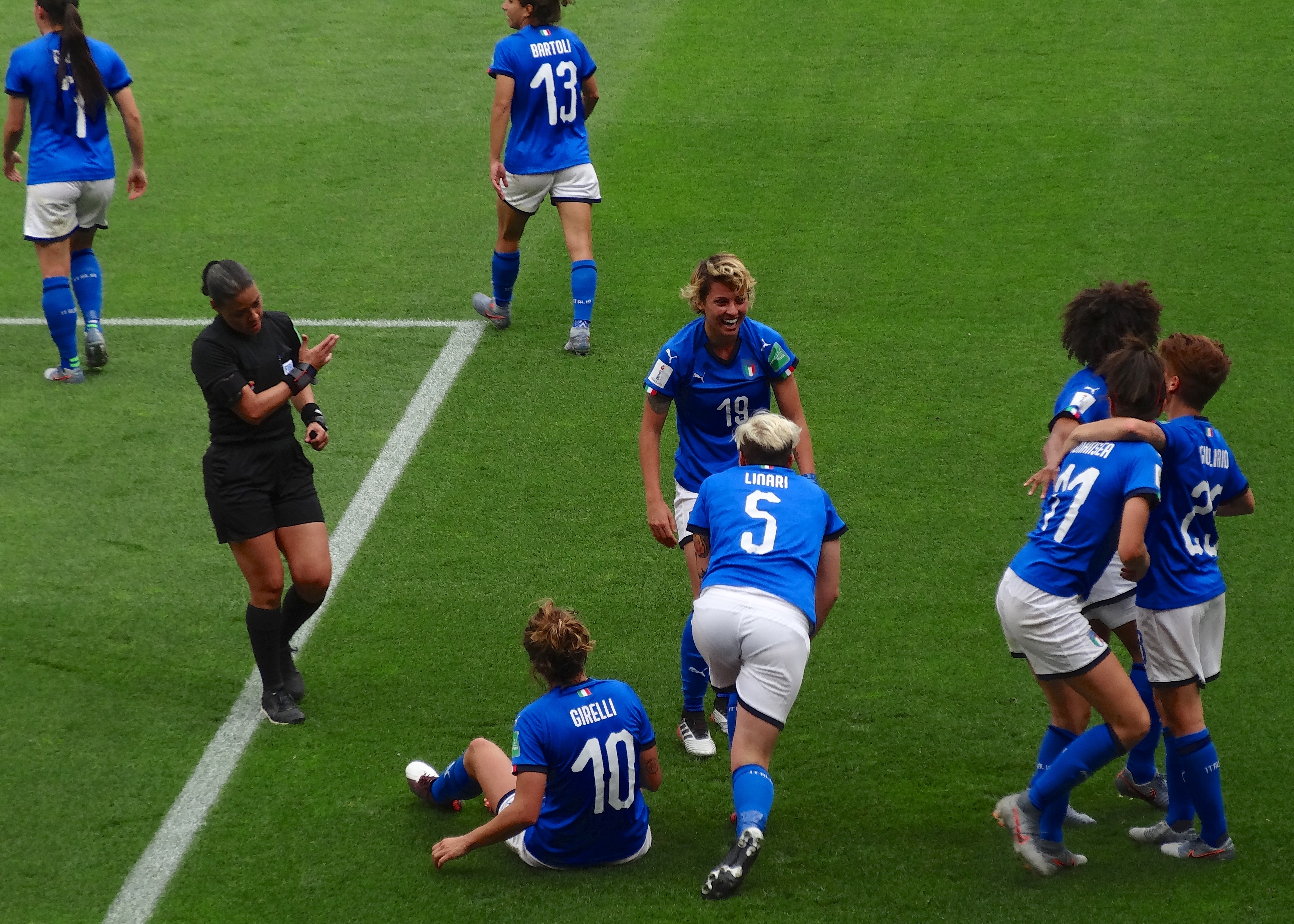
Italia enfrenta a Australia en la Copa Mundial de 2019.

Garantizado su lugar en la Eurocopa de 2013 al ganar el grupo de clasificación con 9 victorias en 10 partidos, la selección italiana quedó ubicada en el grupo A con las anfitrionas suecas, Danimarca y Finlandia. Superó esta fase tras un segundo puesto en su grupo, resultado de una victoria, un empate y una derrota, y así se ganaron su lugar en cuartos de final, donde se enfrentó nuevamente a Alemania. También en esta circunstancia las italianas plantaron cara a las vigentes campeonas alemanas, perdiendo sólo por la mínima.
En los dos años siguientes, Italia, dirigida por Antonio Cabrini, participó en la clasificación para el Mundial de 2015: a pesar de ganar 8 de sus 10 partidos, incluidas dos goleadas récord contra Macedonia (11-0 y 15-0), Italia se perdió el boleto que otorgaba su grupo al quedar en segundo lugar, con lo cual fue a parar a los play-offs como última oportunidad para acceder al Mundial. En semifinales, venció a Ucraina gracias a una victoria por 2-1 en Rieti y un empate 2-2 en Lviv. En la final, se enfrentó a los Países Bajos, empatando la ida por 1-1, pero perdiendo la vuelta en casa por 1-2. En los dos años siguientes, Italia, subcampeona de su grupo en la clasificación, ganó su pase a la Eurocopa de 2017.
De camino al torneo europeo, la selección italiana había participado en marzo en la Copa de Chipre de 2017, decepcionando con los resultados entre los que estuvo la inesperada goleada de Suiza por 0-6. El campeonato europeo fue decepcionante para las Azzurre que terminaron en el fondo de su grupo tras caer ante Alemania y Rusia, y rescatar una victoria contra las suecas.

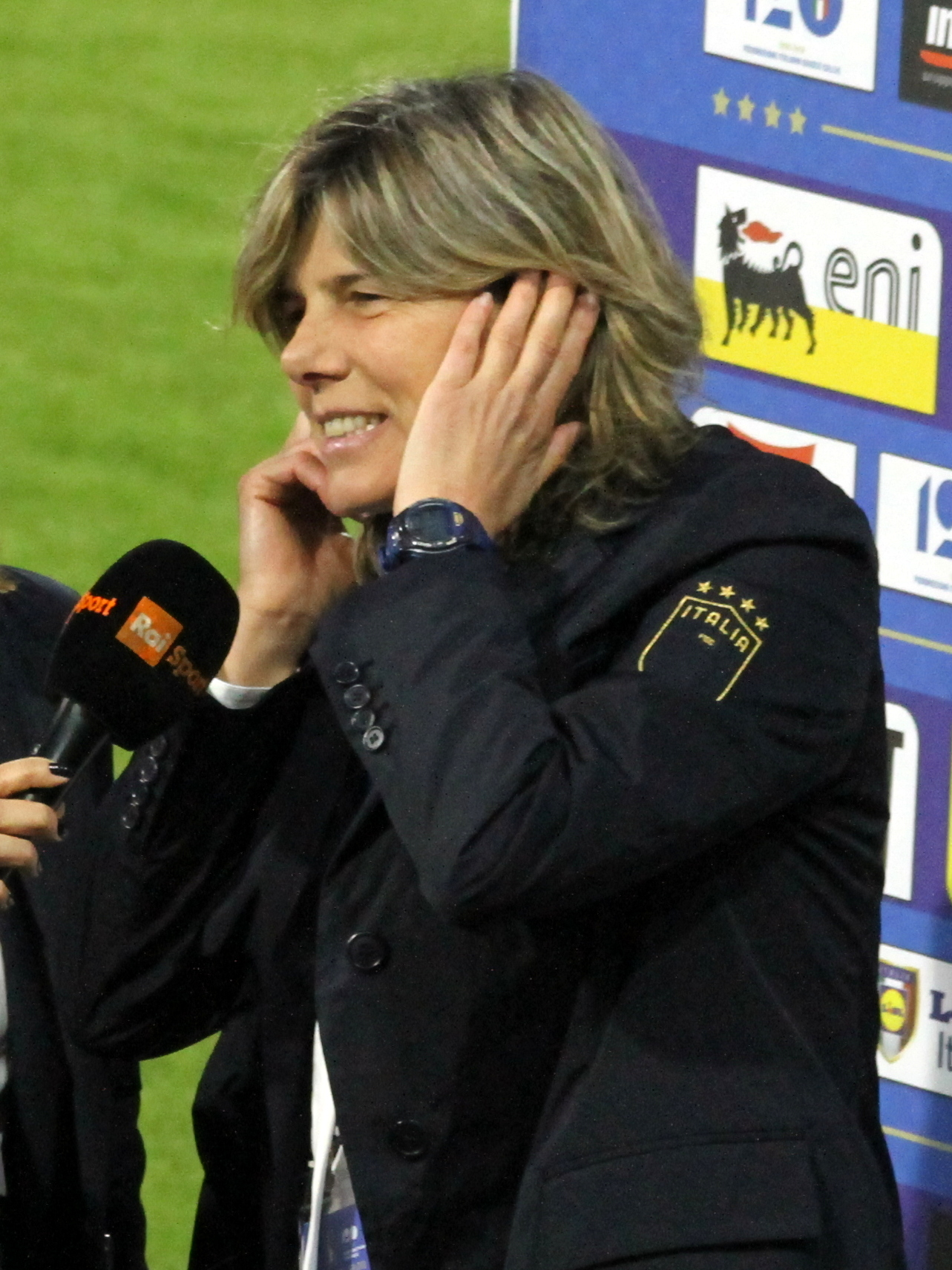
Milena Bertolini, entrenadora de la selección desde 2017.

El 4 de agosto de 2017, tras el fracaso en la arena europea, la FIGC designó a Milena Bertolini como nueva entrenadora de la selección italiana, reemplazando a Antonio Cabrini, que dejaba el banquillo azul tras 5 temporadas. Bajo la conducción de Bertolini, Italia comienza a hilar una serie de victorias consecutivas en todos los partidos disputados durante la clasificación para la Copa Mundial de 2019, hasta conseguir su tan ansiado boleto al Mundial tras 20 años de su última participación, ganando su grupo a falta de un partido gracias a una victoria ante Portugal por 3-0. La participación en la Copa del Mundo, después de 20 años de ausencia, representó un punto de inflexión para la selección italiana femenina y para todo el movimiento del fútbol femenino en el país.

Cada una de nosotras cuando supo que había sido convocada, estoy segura de que lloró... incluida yo.
Cristiana Girelli, noviembre de 2019.

La Copa Mundial de 2019 vio a Italia pasar a los octavos de final tras encabezar su grupo gracias a la diferencia de goles con Australia y Brasil. La victoria ante China permite a las italianas acceder a los cuartos de final, en los que son eliminadas a manos de los Países Bajos.

### Años 2020
En febrero de 2021, confirmando el crecimiento mostrado en años anteriores, el conjunto de Bertolini obtuvo, como uno de los tres mejores segundos lugares, la clasificación para la Eurocopa 2022, donde, sin embargo, las Azzurri no estuvieron a la altura de las expectativas, cayendo en primera fase como últimas de su grupo. Sobrepuestas al mal trago europeo, en septiembre de 2022 las italianas consiguieron la clasificación directa para el Mundial de 2023.

## Resultados

### Copa Mundial
| Mundial Femenino de la FIFA    |                  |                 |                 |                 |                 |                 |                 |                 |
| Año                            | Ronda            | Posición        | PJ              | PG              | PE              | PP              | GF              | GC              |
| China 1991                     | Cuartos de final | 6.ª             | 4               | 2               | 0               | 2               | 8               | 5               |
| Suecia 1995                    | No se clasificó  | No se clasificó | No se clasificó | No se clasificó | No se clasificó | No se clasificó | No se clasificó | No se clasificó |
| Estados Unidos 1999            | Fase de grupos   | 9.ª             | 3               | 1               | 1               | 1               | 3               | 3               |
| Estados Unidos 2003            | No se clasificó  | No se clasificó | No se clasificó | No se clasificó | No se clasificó | No se clasificó | No se clasificó | No se clasificó |
| China 2007                     | No se clasificó  | No se clasificó | No se clasificó | No se clasificó | No se clasificó | No se clasificó | No se clasificó | No se clasificó |
| Alemania 2011                  | No se clasificó  | No se clasificó | No se clasificó | No se clasificó | No se clasificó | No se clasificó | No se clasificó | No se clasificó |
| Canadá 2015                    | No se clasificó  | No se clasificó | No se clasificó | No se clasificó | No se clasificó | No se clasificó | No se clasificó | No se clasificó |
| Francia 2019                   | Cuartos de final | 7.ª             | 5               | 3               | 0               | 2               | 9               | 4               |
| Australia y Nueva Zelanda 2023 | Fase de grupos   | 22.ª            | 3               | 1               | 0               | 2               | 3               | 8               |
| Total                          | 4/9              | -               | 15              | 7               | 1               | 7               | 23              | 20              |

### Juegos Olímpicos
| Juegos Olímpicos |                 |                 |                 |                 |                 |                 |                 |                 |
| Año              | Ronda           | Posición        | PJ              | PG              | PE              | PP              | GF              | GC              |
| Atlanta 1996     | No se clasificó | No se clasificó | No se clasificó | No se clasificó | No se clasificó | No se clasificó | No se clasificó | No se clasificó |
| Sídney 2000      | No se clasificó | No se clasificó | No se clasificó | No se clasificó | No se clasificó | No se clasificó | No se clasificó | No se clasificó |
| Atenas 2004      | No se clasificó | No se clasificó | No se clasificó | No se clasificó | No se clasificó | No se clasificó | No se clasificó | No se clasificó |
| Pekín 2008       | No se clasificó | No se clasificó | No se clasificó | No se clasificó | No se clasificó | No se clasificó | No se clasificó | No se clasificó |
| Londres 2012     | No se clasificó | No se clasificó | No se clasificó | No se clasificó | No se clasificó | No se clasificó | No se clasificó | No se clasificó |
| Río 2016         | No se clasificó | No se clasificó | No se clasificó | No se clasificó | No se clasificó | No se clasificó | No se clasificó | No se clasificó |
| Tokio 2020       | No se clasificó | No se clasificó | No se clasificó | No se clasificó | No se clasificó | No se clasificó | No se clasificó | No se clasificó |
| París 2024       | No se clasificó | No se clasificó | No se clasificó | No se clasificó | No se clasificó | No se clasificó | No se clasificó | No se clasificó |
| Total            | 0/8             | -               | 0               | 0               | 0               | 0               | 0               | 0               |

### Eurocopa Femenina
| Campeonato de Europa Femenino |                  |                 |                 |                 |                 |                 |                 |                 |
| Año                           | Ronda            | Posición        | PJ              | PG              | PE              | PP              | GF              | GC              |
| España y Alemania 1984        | Semifinal        | 3.ª             | 2               | 0               | 0               | 2               | 3               | 5               |
| Noruega 1987                  | Semifinal        | 3.ª             | 2               | 1               | 0               | 1               | 2               | 3               |
| Alemania Federal 1989         | Semifinal        | 4.ª             | 2               | 0               | 1               | 1               | 2               | 3               |
| Total                         | 3/3              | -               | 6               | 1               | 1               | 4               | 7               | 11              |
| Eurocopa Femenina de la UEFA  |                  |                 |                 |                 |                 |                 |                 |                 |
| Dinamarca 1991                | Semifinal        | 4.ª             | 2               | 0               | 0               | 2               | 1               | 5               |
| Italia 1993                   | Final            | 2.ª             | 2               | 0               | 1               | 1               | 1               | 2               |
| Alemania 1995                 | No se clasificó  | No se clasificó | No se clasificó | No se clasificó | No se clasificó | No se clasificó | No se clasificó | No se clasificó |
| Noruega y Suecia 1997         | Final            | 2.ª             | 5               | 2               | 2               | 1               | 7               | 6               |
| Alemania 2001                 | Fase de grupos   | 5.ª             | 3               | 1               | 1               | 1               | 3               | 4               |
| Inglaterra 2005               | Fase de grupos   | 8.ª             | 3               | 0               | 0               | 3               | 4               | 12              |
| Finlandia 2009                | Cuartos de final | 5.ª             | 4               | 2               | 0               | 2               | 5               | 5               |
| Suecia 2013                   | Cuartos de final | 7.ª             | 4               | 1               | 1               | 2               | 3               | 5               |
| Países Bajos 2017             | Fase de grupos   | 12.ª            | 3               | 1               | 0               | 2               | 5               | 6               |
| Inglaterra 2022               | Fase de grupos   | 13.ª            | 3               | 0               | 1               | 2               | 2               | 7               |
| Suiza 2025                    | Semifinales      | 3.ª             | 5               | 2               | 1               | 2               | 6               | 7               |
| Total                         | 10/11            | -               | 34              | 9               | 7               | 18              | 37              | 59              |
| Total global                  | 13/14            | -               | 40              | 10              | 8               | 22              | 44              | 70              |

## Jugadoras

### Última convocatoria
Jugadoras convocadas para la Eurocopa Femenina 2025. Astrid Gilardi, Valentina Bergamaschi, Martina Rosucci y Aurora Galli fueron nombradas jugadoras de reserva.
Entrenador:  Andrea Soncin
| No. | Pos. | Jugadora            | Fecha de nacimiento (edad)         | Apa. | Goles | Club             |
| --- | ---- | ------------------- | ---------------------------------- | ---- | ----- | ---------------- |
| 1   | POR  | Laura Giuliani      | 6 de junio de 1993 (32 años)       | 97   | 0     | Milan            |
| 12  | POR  | Rachele Baldi       | 2 de octubre de 1994 (30 años)     | 1    | 0     | Inter de Milán   |
| 22  | POR  | Francesca Durante   | 12 de febrero de 1997 (28 años)    | 13   | 0     | Fiorentina       |
|     |      |                     |                                    |      |       |                  |
| 2   | DEF  | Elisabetta Oliviero | 18 de julio de 1997 (28 años)      | 7    | 0     | Lazio            |
| 3   | DEF  | Lucia Di Guglielmo  | 26 de junio de 1997 (28 años)      | 37   | 2     | Roma             |
| 5   | DEF  | Elena Linari        | 15 de abril de 1994 (31 años)      | 115  | 6     | Roma             |
| 13  | DEF  | Julie Piga          | 12 de enero de 1998 (27 años)      | 5    | 0     | Milan            |
| 17  | DEF  | Lisa Boattin        | 3 de mayo de 1997 (28 años)        | 67   | 1     | Juventus         |
| 19  | DEF  | Martina Lenzini     | 23 de julio de 1998 (27 años)      | 40   | 0     | Juventus         |
| 23  | DEF  | Cecilia Salvai      | 2 de diciembre de 1993 (31 años)   | 60   | 3     | Juventus         |
|     |      |                     |                                    |      |       |                  |
| 4   | MED  | Eva Schatzer        | 16 de enero de 2005 (20 años)      | 4    | 0     | Juventus         |
| 6   | MED  | Manuela Giugliano   | 18 de agosto de 1997 (27 años)     | 90   | 11    | Milan            |
| 8   | MED  | Emma Severini       | 18 de julio de 2003 (22 años)      | 10   | 1     | Fiorentina       |
| 15  | MED  | Annamaria Serturini | 13 de mayo de 1998 (27 años)       | 30   | 1     | Inter de Milán   |
| 16  | MED  | Eleonora Goldoni    | 16 de febrero de 1996 (29 años)    | 7    | 0     | Lazio            |
| 18  | MED  | Arianna Caruso      | 6 de noviembre de 1999 (25 años)   | 59   | 16    | Bayern de Múnich |
| 20  | MED  | Giada Greggi        | 18 de febrero de 2000 (25 años)    | 28   | 1     | Roma             |
|     |      |                     |                                    |      |       |                  |
| 7   | DEL  | Sofia Cantore       | 30 de septiembre de 1999 (25 años) | 37   | 5     | Juventus         |
| 9   | DEL  | Martina Piemonte    | 7 de noviembre de 1997 (27 años)   | 23   | 2     | Lazio            |
| 10  | DEL  | Cristiana Girelli   | 23 de abril de 1990 (35 años)      | 118  | 58    | Juventus         |
| 11  | DEL  | Barbara Bonansea    | 13 de junio de 1991 (34 años)      | 108  | 31    | Juventus         |
| 14  | DEL  | Chiara Beccari      | 27 de septiembre de 2004 (20 años) | 17   | 2     | Juventus         |
| 21  | DEL  | Michela Cambiaghi   | 4 de febrero de 1996 (29 años)     | 17   | 5     | Juventus         |

### Goleadoras históricas
Jugadoras actuales en negrita. Actualizado al 7 de marzo de 2020.
| #  | Jugadora            | Periodo   | Goles | Partidos | Promedio |
| -- | ------------------- | --------- | ----- | -------- | -------- |
| 1  | Elisabetta Vignotto | 1970–1989 | 97    | 95       | 1.02     |
| 2  | Carolina Morace     | 1978–1997 | 95    | 136      | 0.7      |
| 3  | Cristiana Girelli   | 2011–     | 36    | 67       | 0.54     |
| 4  | Patrizia Panico     | 1996–2014 | 35    | 83       | 0.42     |
| 5  | Antonella Carta     | 1984–1999 | 30    | 110      | 0.27     |
| 6  | Ida Golin           | 1976–1987 | 29    | 41       | 0.71     |
| 7  | Melania Gabbiadini  | 2011–2017 | 26    | 56       | 0.46     |
| 7  | Pamela Conti        | 1999–2013 | 26    | 94       | 0.28     |
| 9  | Daniela Sabatino    | 2011–2022 | 25    | 61       | 0.41     |
| 10 | Barbara Bonansea    | 2012–     | 23    | 63       | 0.37     |

## Tabla histórica de partidos
Actualizado al 29 de junio de 2019.
La siguiente tabla muestra las estadísticas de todos los partidos oficiales jugados por Italia contra otras selecciones.
     Racha positiva       Racha empatada       Racha negativa
| Contra               | PJ  | PG  | PE | PP  | GF   | GC  | Dif. | %      | Confederación |
| -------------------- | --- | --- | -- | --- | ---- | --- | ---- | ------ | ------------- |
| Alemania             | 28  | 5   | 8  | 15  | 22   | 49  | −27  | 17.86  | UEFA          |
| Argentina            | 1   | 1   | 0  | 0   | 4    | 0   | +4   | 100.00 | CONMEBOL      |
| Armenia              | 2   | 2   | 0  | 0   | 15   | 0   | +15  | 100.00 | UEFA          |
| Australia            | 9   | 4   | 2  | 3   | 16   | 14  | +2   | 44.44  | AFC           |
| Austria              | 5   | 3   | 1  | 1   | 17   | 2   | +15  | 60.00  | UEFA          |
| Bélgica              | 11  | 6   | 1  | 4   | 22   | 14  | +8   | 50.00  | UEFA          |
| Bosnia y Herzegovina | 4   | 4   | 0  | 0   | 12   | 0   | +12  | 100.00 | UEFA          |
| Brasil               | 8   | 0   | 1  | 7   | 7    | 20  | −13  | 0.00   | CONMEBOL      |
| Bulgaria             | 1   | 1   | 0  | 0   | 3    | 1   | +2   | 100.00 | UEFA          |
| Canadá               | 10  | 3   | 1  | 6   | 13   | 14  | −1   | 33.33  | CONCACAF      |
| Checoslovaquia       | 11  | 6   | 4  | 1   | 19   | 10  | +9   | 54.54  | UEFA          |
| Chile                | 3   | 3   | 0  | 0   | 11   | 3   | +8   | 100.00 | CONMEBOL      |
| China                | 8   | 3   | 2  | 3   | 8    | 8   | 0    | 37.50  | AFC           |
| China Taipei         | 1   | 1   | 0  | 0   | 5    | 0   | +5   | 100.00 | AFC           |
| Corea del Norte      | 2   | 0   | 1  | 1   | 3    | 6   | −3   | 0.00   | AFC           |
| Corea del Sur        | 3   | 3   | 0  | 0   | 5    | 2   | +3   | 100.00 | AFC           |
| Costa Rica           | 1   | 1   | 0  | 0   | 3    | 0   | +3   | 100.00 | CONCACAF      |
| Croacia              | 4   | 3   | 1  | 0   | 15   | 0   | +15  | 75.00  | UEFA          |
| Dinamarca            | 27  | 6   | 8  | 13  | 26   | 47  | −21  | 22.22  | UEFA          |
| Escocia              | 19  | 14  | 2  | 3   | 51   | 16  | +35  | 73.68  | UEFA          |
| Eslovaquia           | 1   | 1   | 0  | 0   | 2    | 1   | +1   | 100.00 | UEFA          |
| Eslovenia            | 2   | 2   | 0  | 0   | 14   | 0   | +14  | 100.00 | UEFA          |
| España               | 17  | 11  | 4  | 2   | 45   | 14  | +31  | 64.70  | UEFA          |
| Estados Unidos       | 16  | 4   | 2  | 10  | 9    | 29  | −20  | 25.00  | CONCACAF      |
| Estonia              | 2   | 2   | 0  | 0   | 9    | 1   | +8   | 100.00 | UEFA          |
| Finlandia            | 12  | 5   | 6  | 1   | 17   | 12  | +5   | 41.67  | UEFA          |
| Francia              | 27  | 14  | 6  | 7   | 41   | 35  | +6   | 51.85  | UEFA          |
| Gales                | 3   | 3   | 0  | 0   | 12   | 0   | +12  | 100.00 | UEFA          |
| Georgia              | 4   | 4   | 0  | 0   | 20   | 1   | +19  | 100.00 | UEFA          |
| Grecia               | 8   | 7   | 1  | 0   | 29   | 2   | +27  | 87.50  | UEFA          |
| Hungría              | 12  | 10  | 1  | 1   | 25   | 6   | +19  | 83.33  | UEFA          |
| Inglaterra           | 34  | 17  | 7  | 10  | 62   | 43  | +19  | 51.52  | UEFA          |
| Islandia             | 8   | 3   | 5  | 0   | 8    | 5   | +3   | 37.50  | UEFA          |
| Israel               | 2   | 2   | 0  | 0   | 15   | 2   | +13  | 100.00 | UEFA          |
| Irán                 | 2   | 2   | 0  | 0   | 7    | 0   | +7   | 100.00 | AFC           |
| Irlanda del Norte    | 4   | 3   | 0  | 1   | 10   | 2   | +8   | 75.00  | UEFA          |
| Jamaica              | 1   | 1   | 0  | 0   | 5    | 0   | +5   | 100.00 | CONCACAF      |
| Japón                | 8   | 7   | 0  | 1   | 34   | 6   | +28  | 87.50  | AFC           |
| Lituania             | 1   | 1   | 0  | 0   | 12   | 0   | +12  | 100.00 | UEFA          |
| Macedonia            | 4   | 4   | 0  | 0   | 44   | 0   | +44  | 100.00 | UEFA          |
| Malta                | 2   | 2   | 0  | 0   | 7    | 0   | +7   | 100.00 | UEFA          |
| México               | 8   | 4   | 2  | 2   | 23   | 11  | +12  | 50.00  | CONCACAF      |
| Moldavia             | 4   | 4   | 0  | 0   | 19   | 1   | +18  | 100.00 | UEFA          |
| Nigeria              | 1   | 1   | 0  | 0   | 1    | 0   | +1   | 100.00 | CAF           |
| Noruega              | 17  | 3   | 1  | 13  | 22   | 42  | −20  | 17.65  | UEFA          |
| Nueva Zelanda        | 3   | 1   | 0  | 2   | 3    | 3   | 0    | 25.00  | OFC           |
| Países Bajos         | 18  | 9   | 5  | 4   | 31   | 17  | +14  | 50.00  | UEFA          |
| Polonia              | 7   | 6   | 1  | 0   | 22   | 4   | +18  | 85.71  | UEFA          |
| Portugal             | 16  | 13  | 0  | 3   | 35   | 9   | +26  | 81.25  | UEFA          |
| República Checa      | 10  | 10  | 0  | 0   | 32   | 7   | +25  | 100.00 | UEFA          |
| Irlanda              | 7   | 6   | 1  | 0   | 16   | 5   | +11  | 85.71  | UEFA          |
| Rumania              | 8   | 8   | 0  | 0   | 25   | 2   | +23  | 100.00 | UEFA          |
| Rusia                | 9   | 4   | 0  | 5   | 13   | 10  | +3   | 44.44  | UEFA          |
| Serbia               | 1   | 1   | 0  | 0   | 5    | 0   | +5   | 100.00 | UEFA          |
| Serbia y Montenegro  | 3   | 3   | 0  | 0   | 15   | 1   | +14  | 100.00 | UEFA          |
| Suecia               | 23  | 3   | 5  | 15  | 15   | 42  | −27  | 13.04  | UEFA          |
| Suiza                | 29  | 22  | 2  | 5   | 63   | 24  | +39  | 72.41  | UEFA          |
| Tailandia            | 3   | 3   | 0  | 0   | 11   | 2   | +9   | 100.00 | AFC           |
| Ucrania              | 8   | 4   | 3  | 1   | 12   | 6   | +6   | 50.00  | UEFA          |
| Unión Soviética      | 1   | 1   | 0  | 0   | 1    | 0   | +1   | 100.00 | UEFA          |
| Yugoslavia           | 11  | 10  | 0  | 1   | 38   | 4   | +34  | 90.91  | UEFA          |
| Total                | 479 | 268 | 79 | 132 | 1012 | 528 | +482 | 55.95  | —             |